# Sofia d'Ungheria
Sofia d'Ungheria (1050 circa – 18 giugno 1095) appartenente alla dinastia reale di Árpád, fu margravia consorte dell'Istria e di Carniola dal 1062 circa fino al 1070 in virtù del primo matrimonio con il margravio Ulrico I. Grazie al suo secondo matrimonio con il duca Magnus, fu duchessa consorte di Sassonia dal 1072 alla morte.

## Biografia
Sofia era la figlia del re Béla I d'Ungheria (1020 circa - 1063) e della sua consorte Richeza di Polonia. Suo padre, sovrano nell'ex principato di Nitra al momento della sua nascita, fuggì in Polonia durante le lotte dinastiche con suo fratello, il re Andrea I. Nel 1060 Béla tornò in Ungheria e, con il sostegno polacco, salì al trono a Esztergom. 
La figlia di Béla, Sofia, inizialmente fidanzata con il margravio Guglielmo di Meissen, che era stato inviato in Ungheria dall'imperatrice vedova Agnese di Poitou con un esercito imperiale. Guglielmo fu arrestato da Béla, che tuttavia ammirava il suo coraggio. Il margravio, però, morì inaspettatamente nel 1062, prima che potesse sposare Sofia.  
Infine Sofia sposò il nipote e margravio Ulrico I, margravio di Carniola e d'Istria. Il marito, fedele sostenitore della dinastia reale tedesca dei Salici, si avvalse del sostegno del sovrano ungherese e allargò i suoi territori istriani a danno dei patriarchi di Aquileia e della repubblica di Venezia. Nel 1063 possedeva estese terre lungo la costa adriatica fino a Fiume (Rijeka) che in seguito furono elevate a ducato (ducato di Merania); i suoi possedimenti furono ufficialmente confermati dal re Enrico IV di Franconia. 
Dopo la morte di Ulrico nel 1070, Sofia si risposò con il duca di Sassonia Magnus, della dinastia Billung († 1106), figlio del duca Ordulfo di Sassonia. Magnus sostenne il conte sassone ribelle Ottone di Nordheim e fu catturato dalle forze del re Enrico IV: questo rimase in cattività anche quando successe al padre come duca nel 1072. Non prima dell'agosto 1073, durante la ribellione sassone, fu rilasciato dalla custodia al castello di Harzburg. In seguito partecipò alla grande rivolta sassone, ma alla fine si riconciliò con il re Enrico.

## Figli
Dal suo primo matrimonio con Ulrico I, Sofia ebbe i seguenti figli: 
- Ulrico II, margravio di Carniola († 1112), che sposò Adelaide di Turingia († 1146), figlia di Luigi il Saltatore, della dinastia dei Ludovingi, e di Adelaide di Stade, della dinastia degli Odoniani;
- Poppo II, margravio di Carniola († 1098), che sposò Richgard († 1130), figlia del conte Engelberto I di Spanheim;
- Richardis, che sposò il conte Ottone II di Scheyern († circa 1110);
- Adelaide († 1122), che sposò prima Federico II di Diessen, balivo (vogt) del capitolo della cattedrale di Ratisbona, e in seconde nozze sposò il conte Udalschalk di Lurngau († 1115), membro della dinastia Grögling-Hirschberg;
- Walburga.

Dal suo secondo matrimonio con Magnus, Sofia ebbe due figlie: 
- Wulfhilde († 29 dicembre 1126 ad Altdorf, sepolta a Weingarten), che sposò il duca Enrico IX "il Nero" di Baviera († 1126), appartenente alla dinastia Welfen;
- Eilika († 18 gennaio 1142), che sposò il conte Ottone di Ballenstedt († 9 febbraio 1123), appartenente alla dinastia Ascanide e che nel 1122 divenne brevemente duca di Sassonia. Fu la madre di Alberto l'Orso.

## Ascendenza
|                         |                       |                        | Genitori                |  |  | Nonni |  |  | Bisnonni |  |  | Trisnonni          |  |
|                         |                       |                        |                         |  |  |       |  |  | Mihály   |  |  | Taksony d'Ungheria |  |
|                         |                       |                        |                         |  |  |       |  |  | Mihály   |  |  | Taksony d'Ungheria |  |
|                         |                       | …                      |                         |  |  |       |  |  | Mihály   |  |  |                    |  |
| Vazul                   |                       |                        |                         |  |  |       |  |  | Mihály   |  |  |                    |  |
|                         |                       | …                      | …                       |  |  |       |  |  |          |  |  |                    |  |
|                         |                       | …                      | …                       |  |  |       |  |  |          |  |  |                    |  |
|                         |                       | …                      | …                       |  |  |       |  |  |          |  |  |                    |  |
| Béla I d'Ungheria       |                       | …                      |                         |  |  |       |  |  |          |  |  |                    |  |
|                         |                       | …                      | …                       |  |  |       |  |  |          |  |  |                    |  |
|                         |                       | …                      | …                       |  |  |       |  |  |          |  |  |                    |  |
|                         |                       | …                      | …                       |  |  |       |  |  |          |  |  |                    |  |
| …                       |                       | …                      |                         |  |  |       |  |  |          |  |  |                    |  |
|                         |                       | …                      | …                       |  |  |       |  |  |          |  |  |                    |  |
|                         |                       | …                      | …                       |  |  |       |  |  |          |  |  |                    |  |
|                         |                       | …                      | …                       |  |  |       |  |  |          |  |  |                    |  |
| Sofia d'Ungheria        |                       | …                      |                         |  |  |       |  |  |          |  |  |                    |  |
|                         | Boleslao I di Polonia | Miecislao I di Polonia |                         |  |  |       |  |  |          |  |  |                    |  |
|                         | Boleslao I di Polonia | Miecislao I di Polonia |                         |  |  |       |  |  |          |  |  |                    |  |
|                         | Boleslao I di Polonia | Dubrawka               |                         |  |  |       |  |  |          |  |  |                    |  |
| Miecislao II di Polonia | Boleslao I di Polonia |                        |                         |  |  |       |  |  |          |  |  |                    |  |
|                         |                       | Enmilda                | Drobomir                |  |  |       |  |  |          |  |  |                    |  |
|                         |                       | Enmilda                | Drobomir                |  |  |       |  |  |          |  |  |                    |  |
|                         |                       | Enmilda                | …                       |  |  |       |  |  |          |  |  |                    |  |
| Richeza di Polonia      |                       | Enmilda                |                         |  |  |       |  |  |          |  |  |                    |  |
|                         |                       | Azzo di Lotaringia     | Ermanno I di Lotaringia |  |  |       |  |  |          |  |  |                    |  |
|                         |                       | Azzo di Lotaringia     | Ermanno I di Lotaringia |  |  |       |  |  |          |  |  |                    |  |
|                         |                       | Azzo di Lotaringia     | Eylwig di Dillingen     |  |  |       |  |  |          |  |  |                    |  |
| Richeza di Lotaringia   |                       | Azzo di Lotaringia     |                         |  |  |       |  |  |          |  |  |                    |  |
|                         |                       | Matilde di Germania    | Ottone II di Sassonia   |  |  |       |  |  |          |  |  |                    |  |
|                         |                       | Matilde di Germania    | Ottone II di Sassonia   |  |  |       |  |  |          |  |  |                    |  |
|                         |                       | Matilde di Germania    | Teofano                 |  |  |       |  |  |          |  |  |                    |  |
|                         |                       | Matilde di Germania    |                         |  |  |       |  |  |          |  |  |                    |  |